# Erigonoplus turriger
Espèce
Synonymes
- Erigone turrigera Simon, 1882

Erigonoplus turriger est une espèce d'araignées aranéomorphes de la famille des Linyphiidae.

## Distribution
Cette espèce se rencontre en France dans les Pyrénées-Orientales et en Espagne en Catalogne,,.

## Description
Le mâle holotype mesure 1,6 mm.

## Systématique et taxinomie
Cette espèce a été décrite sous le protonyme Erigone turrigera par Simon en 1882. Elle est placée dans le genre Erigonoplus par Simon en 1884, dans le genre Caracladus par Simon en 1894, dans le genre Trichopterna par Simon en 1926 puis dans le genre Erigonoplus par Millidge en 1975.

## Publication originale
- Simon, 1882 : « Description d'espèces nouvelles du genre Erigone. » Bulletin de la Société Zoologique de France, vol. 6, p. 233-257 (texte intégral).